# Marie Brand und die Nacht der Vergeltung
Marie Brand und die Nacht der Vergeltung ist die dritte Episode der deutschen Krimiserie Marie Brand. Der Fernsehfilm mit Mariele Millowitsch als Kriminalhauptkommissarin Marie Brand und Hinnerk Schönemann als Kriminalhauptkommissar Jürgen Simmel wurde am 12. April 2009 erstmals im ZDF ausgestrahlt.

## Handlung
Marie Brand, Kommissarin der Kölner Mordkommission, wird zu einem Tatort gerufen, bei dem es drei Leichen zugleich gibt. So wie es sich darstellt, wurde Edwin Seibt, der Geschäftsführer einer Firma für Babyartikel, zusammen mit seiner Geliebten Anuschka Schmidt von der eifersüchtigen Ehefrau Carola Seibt erschossen, die sich daraufhin selbst richtete. Für Simmel ist es das klassische Motiv: Liebe, Rache, Eifersucht und somit ein erweiterter Suizid.
Wie bereits in der Vergangenheit hat Marie auch bei diesem Fall wieder ihre Zweifel. Sie findet einige Hinweise, dass der Tathergang möglicherweise doch anders war und der Fall noch nicht gelöst ist. Sie beginnt mit ihrem Kollegen Jürgen Simmel zu ermitteln und befragt die erwachsenen Kinder der Seibts. Marie vermutet bald, dass Carola Seibt bereits tot war, als ihr Mann und seine Geliebte erschossen wurden. Antonia und ihr Mann scheinen wenig bekümmert und der Sohn Hanno Seibt bekundet den Ermittlern offen seine Ablehnung gegen seinen Vater.
Marie und Simmel gelingt es, den Detektiv Martin Bremer ausfindig zu machen, der Edwin Seibt im Auftrag von dessen Frau beschattet hatte. Doch als Marie ihn aufsuchen will, liegt auch er erschossen am Boden. Damit verstärkt sich der Verdacht, dass Edwin Seibt und seine Geliebte von jemand anderem ermordet wurden. Aufgrund der auffallend vielen Fotos, die der Sohn des Detektivs von Anuschka Schmidt gemacht hat, gehen die Ermittler davon aus, dass er sich in das Mädchen verliebt hatte. Ob er deshalb aus Eifersucht aber selber zum Mörder wurde, ist fraglich.
Brand und Simmel recherchieren erst einmal über Seibts Firma. Nach Stand der Dinge sollte die Firma verkauft werden, was dem Schwiegersohn den Job gekostet hätte. Steffen Probst wird deshalb von Simmel observiert. Dabei kann er beobachten, wie Probst sich mit dem Sohn des Detektivs trifft. Simmel kann Tom Bremer festnehmen und Probst gibt an, dass er von ihm erpresst wurde. Tom Bremer leugnet im Verhör eine Erpressung. Er habe im Auftrag seines Vaters die Fotos gemacht, aber niemanden umgebracht.
Für Marie Brand liegt die Lösung bei den Erben. Die geben sich nicht sehr kooperativ und so müssen Brand und Simmel ein wenig in die Trickkiste greifen. Sie können mit der Hausangestellten Fatima sprechen. Von ihr erfahren sie, dass Carola Seibt kurz vor ihrem Freitod einen Abschiedsbrief geschrieben hat, in dem sie ihrem Mann vergibt und ihn freigibt. Dennoch kommen sie nicht weiter an die Seibts heran, die sich abschotten und nur noch über ihren Anwalt kommunizieren. Es gelingt ihnen jedoch, an eine CD zu gelangen, die Dateien der letzten Fotos enthält, die Tom Bremer am Tatabend gemacht hatte. Dort ist eindeutig zu sehen, dass sich Carola Seibt selbst erschossen hat und dass der Sohn Hanno Seibt kurz darauf das Zimmer betritt. Er nimmt die Pistole und erschießt seinen Vater und dessen Freundin, als diese die Wohnung betreten. Hanno Seibt wird festgenommen, ebenso wie seine Schwester, die zugibt, den Detektiv erschossen zu haben, um an die Fotos zu gelangen, die ihren geliebten Bruder belasten.

## Hintergrund
Die Folge wurde von der Eyeworks Germany GmbH, Köln, produziert und in Köln und Umgebung gedreht sowie am 5. Juli 2014 in Italien unter dem Titel Marie Brand e la notte della vendetta erstausgestrahlt.

## Rezeption

### Einschaltquoten
Der Fernsehfilm Marie Brand und die Nacht der Vergeltung erreichte bei seiner Erstausstrahlung im ZDF am 12. April 2009 durchschnittlich 3,79 Millionen Zuschauer, was 13,7 Prozent des Marktanteils in Deutschland entsprach.

### Kritiken
Rainer Tittelbach von tittelbach.tv urteilt zu diesem Krimi: „Zum dritten Mal durfte Marie Brand ihrem etwas unbedarften Kollegen Simmel die Welt erklären. Mariele Millowitsch und Hinnerk Schönemann geben zwei sympathische Ermittler, die ausnahmsweise mal nicht auf die Psycho-Couch müssen. Das Ganze war gediegen inszeniert, gut gespielt und trotz Augenzwinkerns nicht unspannend. ‚Marie Brand und die Nacht der Vergeltung‘ gehört zur Spezies der Schritt-für-Schritt-Krimis. Logik steht hier vor Atmosphäre, die gedankliche Jagd nach dem Mörder vor Kunstfertigkeit. Insbesondere bei der Auflösung des Falls nahmen sich die Autoren Zeit und Regisseur Manuel Siebenmann lässt die Mordnacht anschaulich Revue passieren. Das macht durchaus Sinn.“
Die Kritiker der Fernsehzeitschrift TV Spielfilm meinen zu diesem neuen Marie-Brand-Film: „Schönemann überdehnt seine Machorolle ins Absurde, dafür überzeugt das Porträt einer desolaten Unternehmerfamilie.“ Die Zeitschrift resümiert: „Spannende Familientragödie in c-Moll.“
Tilmann P. Gangloff lobt den Krimi bei Kino.de und schreibt: „Die eigentliche Geschichte […] ist weniger hinreißend, weil sich die Inszenierung (Manuel Siebenmann) allzu sehr am Klischee der millionenschweren Dekadenz ergötzt […] Das ist aber egal, weil Millowitsch und Schönemann so ein großartiges Team abgeben; und weil Kameramann Daniel Koppelkamm eine ganze Reihe wundervoll fotografierter Einstellungen gelungen sind.“
Torben Gebhardt bei Quotenmeter.de lobt dieses Mal „das gekonnte Zusammenspiel der beiden Hauptdarsteller Mariele Millowitsch und Hinnerk Schönemann“. Weiter heißt es: „Sie als perfekte Ermittlerin mit dem Gespür für die Details und dem Herzen am rechten Fleck, er als liebenswerter, aber tollpatschiger Möchtegern-Macho. Gegensätzlicher könnte ein Ermittler-Duo gar nicht sein. Und so ungleich sie scheinen, so perfekt passen sie zusammen […] Eindeutig negativ fällt hingegen das Fazit über die Gastdarsteller Marek Harloff und Meret Becker aus. Beide agieren sehr behäbig, ja fast lustlos als spätpubertierende Kinder des Seibt-Klans. Dass hier nicht noch ein Nebenplot über ein inzestuöses Verhältnis der beiden aufgemacht wurde, verwundert ein wenig. Wiederum positiv fällt auf, dass dem ganzen TV-Film ein sehr moderner Look verpasst wurde. Angefangen bei dem sehr stylischen Opener, bis über die Außendrehs und Kameraeinstellungen und Schnitte. Das ZDF auf dem Weg in eine jüngere, modernere und ansprechendere Zukunft?“